# زغراد (فليكا كلادوشا)
زغراد (السيريلية : Заград) هي قرية في البوسنة والهرسك. وهي تقع في بلدية فليكا كلادوشا التابعة لكانتون يونا-سانا في اتحاد البوسنة والهرسك. طبقا لنتائج التعداد السكاني للبوسنة في عام 2013، فإن عدد سكانها 1441 نسمة.

## الجغرافيا
تقع القرية إلى الغرب من فليكا كلادوشا على الحدود بين البوسنة والهرسك وكرواتيا على ضفاف نهر غرابارسكا.

## التاريخ
فيها مسجد يسمى مسجد زغارد، بني في عام 1879 وهو يحتوي على حوالي 100 من اللوحات العثمانية المدرجة على قائمة الآثار الوطنية للبوسنة والهرسك.

## التركيبة السكانية

### التطور التاريخي للسكان
| 1961 | 1971 | 1981 | 1991 | 2013 |
| ---- | ---- | ---- | ---- | ---- |
| 405  | 501  | 652  | 1157 | 1441 |